# Seznam dílů seriálu Mladý Herkules
Toto je seznam dílů seriálu Mladý Herkules. Americký fantasy seriál Mladý Herkules byl premiérově vysílán v letech 1998–1999 na stanici Fox, celkem vzniklo 50 dílů. Seriálu předcházel stejnojmenný pilotní film. Obě díla jsou prequelem seriálu Herkules.

## Přehled řad
| Řada | Díly | Premiéra v USA | Premiéra v USA  | Premiéra v ČR    | Premiéra v ČR  |
| Řada | Díly | První díl      | Poslední díl    | První díl        | Poslední díl   |
| ---- | ---- | -------------- | --------------- | ---------------- | -------------- |
| film | 1    | 30. srpna 1998 | 30. srpna 1998  |                  |                |
| 1    | 50   | 12. září 1998  | 14. května 1999 | 3. července 2000 | 22. října 2000 |

## Seznam dílů

### Pilotní film (1998)
| Č. | Původní název  | Český název | Režie       | Scénář                                        | Premiéra v USA | Premiéra v ČR |
| -- | -------------- | ----------- | ----------- | --------------------------------------------- | -------------- | ------------- |
| 0  | Young Hercules |             | T. J. Scott | Robert Tapert, Daniel Truly a Andrew Dettmann | 30. srpna 1998 |               |

### První řada (1998–1999)
| Č. v seriálu | Původní název                                   | Český název                     | Režie             | Scénář                                                      | Premiéra v USA     | Premiéra v ČR     | Prod. kód |
| ------------ | ----------------------------------------------- | ------------------------------- | ----------------- | ----------------------------------------------------------- | ------------------ | ----------------- | --------- |
| 1            | The Treasure of Zeus (Part 1)                   | Diův poklad                     | Chris Graves      | námět: Robert Tapert a Liz Friedman scénář: Mark Edens      | 12. září 1998      | 3. července 2000  | V0801     |
| 2            | Between Friends (The Treasure of Zeus) (Part 2) |                                 | Chris Graves      | námět: Robert Tapert a Liz Friedman scénář: Michael Edens   | 16. září 1998      | 4. července 2000  | V0802     |
| 3            | What a Crockery (The Treasure of Zeus) (Part 3) | Pohár                           | Chris Graves      | námět: Robert Tapert a Liz Friedman scénář: Hilary J. Bader | 17. září 1998      | 7. července 2000  | V0803     |
| 4            | Herc and Seek                                   | Herkulova schovávaná            | Charlie Haskell   | Jim Fischer a Jim Staahl                                    | 18. září 1998      | 10. července 2000 | V0821     |
| 5            | Girl Trouble                                    | Problémy s dívkami              | Charlie Haskell   | Adam Armus a Nora Kay Foster                                | 19. září 1998      | 11. července 2000 | V0805     |
| 6            | Teacher's Pests                                 | Učitelovo trápení               | Chris Graves      | John Loy                                                    | 22. září 1998      | 12. července 2000 | V0804     |
| 7            | Inn Trouble                                     | Trampoty s hospodou             | Charlie Haskell   | Mark Edens                                                  | 24. září 1998      | 13. července 2000 | V0824     |
| 8            | Keeping Up with the Jasons                      |                                 | Andrew Merrifield | Jim Fisher a Jim Staahl                                     | 25. září 1998      | 14. července 2000 | V0814     |
| 9            | Amazon Grace                                    | Půvab Amazonek                  | Charlie Haskell   | Jim Fisher a Jim Staahl                                     | 26. září 1999      | 17. července 2000 | V0806     |
| 10           | Cyrano de Hercules                              | Cyrano z Herkulova              | Andrew Merrifield | Carter Crocker                                              | 29. září 1999      | 18. července 2000 | V0815     |
| 11           | Battle Lines (Part 1)                           | Bojové linie (1. část)          | Charlie Haskell   | Len Uhley                                                   | 1. října 1998      | 19. července 2000 | V0807     |
| 12           | Battle Lines (Part 2)                           | Bojové linie (2. část)          | Charlie Haskell   | Brooks Wachtel                                              | 2. října 1998      | 20. července 2000 | V0808     |
| 13           | Forgery                                         | Podvrh                          | Andrew Merrifield | Mark Edens                                                  | 3. října 1998      | 21. července 2000 | V0816     |
| 14           | No Way Out                                      | Není úniku                      | Charlie Haskell   | Adam Armus a Nora Kay Foster                                | 7. října 1998      | 24. července 2000 | V0823     |
| 15           | Ares on Trial                                   | Áres před soudem                | Charlie Haskell   | John Loy                                                    | 9. října 1998      | 25. července 2000 | V0822     |
| 16           | Down and Out in Academy Hills                   | Na zemi a schovaný v Akademii   | Andrew Merrifield | Michael Edens                                               | 10. října 1998     | 26. července 2000 | V0813     |
| 17           | Winner Take All                                 | Vítěz bere všechno              | Andrew Merrifield | Michael Edens                                               | 24. října 1998     | 27. července 2000 | V0829     |
| 18           | A Serpent's Tooth                               | Hadí zub                        | Andrew Merrifield | Mark Eden                                                   | 29. října 1998     | 28. července 2000 | V0825     |
| 19           | The Lure of the Lyre                            | Vábení lyry                     | Chris Graves      | Mark Reaves                                                 | 30. října 1998     | 31. července 2000 | V0817     |
| 20           | Fame                                            |                                 | Chris Graves      | Bob Forward                                                 | 31. října 1998     | 1. srpna 2000     | V0818     |
| 21           | Lyre, Liar                                      |                                 | Chris Graves      | Len Uhley                                                   | 3. listopadu 1998  | 2. srpna 2000     | V0819     |
| 22           | A Lady in Hades                                 | Dáma v Hádově říši              | Chris Graves      | Peter Sauer                                                 | 4. listopadu 1998  | 3. srpna 2000     | V0820     |
| 23           | The Mysteries of Life                           | Záhady života                   | Andrew Merrifield | John Loy                                                    | 5. listopadu 1998  | 4. srpna 2000     | V0826     |
| 24           | Dad Always Liked Me Best                        | Táta mě měl vždycky nejradši    | Andrew Merrifield | Liz Friedman a Vanessa Place                                | 6. listopadu 1998  | 7. srpna 2000     | V0830     |
| 25           | Herc's Nemesis                                  | Herkulova spravedlnost          | Charlie Haskell   | Jim Fisher a Jim Staahl                                     | 10. listopadu 1998 | 8. srpna 2000     | V0836     |
| 26           | Cold Feet                                       | Strach                          | Charlie Haskell   | Stephen Melching                                            | 11. listopadu 1998 | 9. srpna 2000     | V0811     |
| 27           | Mommy Dearests                                  | Nejdražší maminko               | Charlie Haskell   | Brian Herskowitz                                            | 12. listopadu 1998 | 10. srpna 2000    | V0832     |
| 28           | In Your Dreams                                  | Ve tvých snech                  | Charlie Haskell   | Doug Molitor a Eric Lewald                                  | 13. listopadu 1998 | 11. srpna 2000    | V0812     |
| 29           | Sisters                                         | Sestry                          | Chris Graves      | John Loy                                                    | 18. listopadu 1998 | 14. srpna 2000    | V0842     |
| 30           | Golden Bow                                      | Zlatý luk                       | Chris Graves      | Mark Edens                                                  | 19. listopadu 1998 | 15. srpna 2000    | V0841     |
| 31           | Home for the Holidays                           | Domů na svátky                  | Chris Graves      | John Loy                                                    | 20. listopadu 1998 | 16. srpna 2000    | V0834     |
| 32           | Cram-Ped                                        | Biflování v křeči               | Chris Graves      | Hilary J. Bader                                             | 24. listopadu 1998 | 17. srpna 2000    | V0843     |
| 33           | Con Ares                                        |                                 | Andrew Merrifield | Len Uhley                                                   | 1. února 1999      | 18. srpna 2000    | V0835     |
| 34           | Get Jason                                       | Dostat Iásóna                   | Andrew Merrifield | Jim Fischer a Jim Staahl                                    | 2. února 1999      | 21. srpna 2000    | V0837     |
| 35           | My Fair Lilith                                  | Má krásná Lilith                | Charlie Haskell   | Vanessa Place                                               | 3. února 1999      | 22. srpna 2000    | V0839     |
| 36           | Hind Sight                                      | Pohled laně                     | Andrew Merrifield | Shari Goodhartz                                             | 4. února 1999      | 23. srpna 2000    | V0809     |
| 37           | The Head That Wears the Crown                   |                                 | Charlie Haskell   | Michael Edens                                               | 5. února 1999      | 24. srpna 2000    | V0827     |
| 38           | Me, Myself, and Eye                             |                                 | Charlie Haskell   | Patrick Phillips                                            | 17. února 1999     | 25. srpna 2000    | V0840     |
| 39           | The Skeptic                                     | Skeptik                         | Chris Graves      | Mark Edens                                                  | 22. února 1999     | 28. srpna 2000    | V0845     |
| 40           | Iolaus Goes Stag                                | Ioláos a laň                    | Andrew Merrifield | Jan Strnad                                                  | 23. února 1999     | 29. srpna 2000    | V0810     |
| 41           | Adventures in the Forbidden Zone                | Dobrodružství v zakázaném pásmu | Chris Graves      | John Loy                                                    | 24. února 1999     | 30. srpna 2000    | V0846     |
| 42           | The Prize                                       | Cena                            | Chris Graves      | námět: Michael Edens scénář: Julia Lewald                   | 25. února 1999     | 31. srpna 2000    | V0838     |
| 43           | The Beasts Beneath                              | Bestie pod zemí                 | Andrew Merrifield | Jessica Scott a Mike Wollaeger                              | 26. února 1999     | 1. září 2000      | V0844     |
| 44           | Parents' Day                                    | Návštěvní den rodičů            | Charlie Haskell   | Adam Armus a Nora Kay Foster                                | 2. března 1999     | 10. září 2000     | V0828     |
| 45           | A Life for a Life                               | Život za život                  | Andrew Merrifield | Jim Fischer a Jim Staahl                                    | 8. března 1999     | 17. září 2000     | V0847     |
| 46           | Under Siege                                     | V obležení                      | Andrew Merrifield | Michael Edens a Julia Lewald                                | 10. května 1999    | 24. září 2000     | V0833     |
| 47           | Mila                                            | Mila                            | Chris Graves      | námět: Brooks Wachtel scénář: Hilary J. Bader               | 11. května 1999    | 1. října 2000     | V0831     |
| 48           | Apollo                                          | Apollón                         | Andrew Merrifield | Clark Carlton a John Loy                                    | 12. května 1999    | 8. října 2000     | V0848     |
| 49           | Ill Wind                                        | Zlo ve vzduchu                  | Simon Raby        | Jim Fischer a Jim Staahl                                    | 13. května 1999    | 15. října 2000    | V0849     |
| 50           | Valley of the Shadow                            |                                 | Simon Raby        | námět: Mark Edens scénář: Vanessa Place                     | 14. května 1999    | 22. října 2000    | V0850     |